# Jean-Baptiste Hureaux
Jean-Baptiste Hureaux est un homme politique français né et mort à une date inconnue.

## Biographie
Juge de paix du canton de Vouziers, il est député des Ardennes de 1791 à 1792.

## Sources
- « Jean-Baptiste Hureaux », dans Adolphe Robert et Gaston Cougny, Dictionnaire des parlementaires français, Edgar Bourloton, 1889-1891 [détail de l’édition]